# São Pedro (quilombo)
São Pedro é uma comunidade quilombola localizada no estado da Paraíba, no Brasil fundada por Bernardo Furquim junto com a quilombola Galvão.